# Isidor Gunsberg
Isidor Arthur Gunsberg (Budapest, 2 novembre 1854 – Londra, 2 maggio 1930) è stato uno scacchista ungherese naturalizzato inglese.

## Biografia
Iniziò la carriera facendo le mosse dell'automa scacchistico Mephisto, che in realtà era manovrato esternamente da vari giocatori esperti. Nel 1876 si trasferì in Inghilterra, dove rimase per il resto della sua vita. Nel 1908 gli venne concessa la cittadinanza britannica.
Negli anni dal 1880 al 1895 era considerato uno dei più forti giocatori al mondo. A Londra giocò diversi match coi più forti giocatori inglesi: nel 1881 perse contro Joseph Blackburne (+4 -7 =2), nel 1886 ancora contro Blackburne vinse (+5 -2 =6), nel 1886 vinse contro Henry Bird (+5 -1 =3).
Nel 1885 vinse il forte torneo di Amburgo e nel 1888 il torneo di Londra della BCA (British Chess Association)
Nel fortissimo torneo di New York 1889 si classificò terzo dietro ai vincitori Mikhail Chigorin e Max Weiss. Nel 1890 pareggiò un match con Chigorin (+9 -9 =5).
Nel 1890 sfidò il campione del mondo in carica Wilhelm Steinitz per giocare un match con il titolo mondiale in palio. Il match si svolse a New York nei locali del Manhattan Chess Club dal 9 dicembre 1890 al 22 gennaio 1891, al meglio delle venti partite giocate. Gunsberg oppose una resistenza superiore alle aspettative, ma alla fine Steinitz vinse +6 =9 -4.
Nel grande torneo di Hastings 1895 (vinto da Pillsbury), Gunsberg si classificò 16º su 22 giocatori.
In seguito le sue condizioni di salute non furono molto buone; continuò a giocare in vari tornei fino al 1914, ma con risultati via via sempre inferiori.